# École de Football Saint-Christophe
L'École de Football Saint-Christophe (pron. fr. AFI: [ekɔl də futbol sɛ̃ kʁistɔf]), meglio noto come EDF Saint-Christophe o Saint-Christophe, è una società calcistica italiana con sede a Saint-Christophe, in Valle d'Aosta. Milita in Seconda Categoria.
Fondata nel 1971 come Unione Polisportiva Saint-Christophe, nel 2010 ha assunto la denominazione di Associazione Sportiva Dilettantistica Saint-Christophe Vallée d'Aoste e dopo essere stata promossa in Lega Pro Seconda Divisione, massimo livello raggiunto dalla società la denominazione è divenuta Saint-Christophe Vallée d'Aoste.
Nel 2016 la società rinuncia ad iscriversi al campionato di Eccellenza Piemonte-Valle d'Aosta e viene sciolta, nel 2023 la società viene rifondata sotto la denominazione di École de Football Saint-Christophe ripartendo dalla Terza Categoria, nona e ultima serie del campionato italiano di calcio.
I colori sociali sono il bianco ed il granata. Disputa le partite di casa allo stadio Comunale.

## Storia
Fondato nel 1971, come Unione Polisportiva Saint-Christophe ha iniziato le proprie attività iscrivendosi in Terza Categoria. Fino al 1999 la squadra disputa i campionati regionali minori piemontesi. Nella stagione 1998-1999 conquista la promozione in Promozione e successivamente guadagna l'ammissione nel campionato regionale di Eccellenza, avvenuta nella stagione 2007-2008 grazie alla vittoria nel girone B di Promozione, vittoria ottenuta con 65 punti in 30 partite con alla guida gli allenatori Danieli e Mercanti.
Nel campionato di Eccellenza 2008-2009 i granata ottengono il 7º posto con 42 punti in 30 partite. Anche in questa stagione avviene un avvicendamento in panchina: Mercanti viene sostituito da Barbieri a stagione in corso.
Per la stagione 2009-2010 il presidente Corrado Ferriani ha come obiettivo il raggiungimento della Serie D e ingaggia come allenatore Claudio Fermanelli che lo ripagherà con un campionato concluso al primo posto con 70 punti in 30 partite. Il progetto della Serie D è realizzato, la società di Saint-Christophe diventa la massima espressione calcistica della Valle d'Aosta e cambia nome in A.S.D. Vallée d'Aoste Saint-Christophe.
Dopo un'altra stagione, i granata ottengono nella stagione 2010-2011 un secondo posto (73 punti in 38 partite), sopravanzati dal Cuneo, che approda in Lega Pro Seconda Divisione. Alla 34ª giornata, dopo la pesante sconfitta interna contro la Novese, Fermanelli viene esonerato e al suo posto viene ingaggiato Giovanni Zichella che guiderà la squadra nel finale di stagione. Il secondo posto consente al Vallée d'Aoste Saint-Christophe di disputare i play-off per eventuali ripescaggi ed anche in questo caso la squadra si comporta molto bene eliminando Seregno, Aquanera e Pomigliano venendo battuta solo dal Rimini in una partita che portò più di cento tifosi granata ad affrontare la lunga trasferta in Romagna.
Grazie al piazzamento in campionato, nella stagione 2011-2012 il Vallée d'Aoste Saint-Christophe viene ammesso a partecipare alla Coppa Italia, dove viene subito eliminato dallo Spezia (3-0 a Sarzana). Durante l'estate Ferriani, deluso per non aver ottenuto l'ammissione al campionato superiore, lascia la presidenza e viene sostituito da Filippo Filippella. Vince il campionato di Serie D ottenendo la promozione in Lega Pro Seconda Divisione.
Nel mese di giugno 2012 l'A.S.D. Saint Christophe Vallée d'Aoste si trasforma in S.C. Vallée d'Aoste S.r.l. e perfeziona l'iscrizione al campionato di Lega Pro Seconda Divisione non riuscendo a presentare in tempo la fidejussione di 300.000 Euro. Il 16 luglio presenta ricorso ed ottiene la Licenza nazionale per la disputa del campionato 2012-2013. Non essendoci, in tutta la Regione Valle d'Aosta, uno stadio a norma per la Lega Pro, la S.C. Vallée d'Aoste S.r.l. è costretta a giocare le gare interne del campionato di Lega Pro Seconda Divisione allo stadio "F. Cerutti" di San Giusto Canavese. Viene inserita nel Girone A di Lega Pro Seconda Divisione 2012-2013. Il 29 ottobre 2012, dopo un bilancio di 1 vittoria, 2 pareggi e 6 sconfitte in 9 partite l'allenatore Giovanni Zichella, autore della storica promozione in Lega Pro Seconda Divisione, viene esonerato, venendo sostituito con Benito Carbone. Il 20 aprile 2013 Carbone si dimette per divergenze con la dirigenza e come allenatore torna Zichella, ancora sotto contratto con il Vallée d'Aoste. Penalizzata di un punto la squadra conclude il campionato al 15º posto e il 2 giugno 2013, dopo le due sconfitte per 2-0 nei play-out contro il Rimini retrocede dopo appena una stagione nel professionismo nuovamente in Serie D.
Nella stagione 2013-2014, in Serie D, la squadra granata ha giocato nello stadio Mario Puchoz di Aosta, classificandosi ad un onorevole undicesimo posto schierando una compagine molto giovane guidata dall'allenatore debuttante nella categoria Alexandro Dossena.
Nel mese di agosto 2014 il Presidente Filippo Filippella rassegna le dimissioni e viene sostituito dal dott. Corrado Musso. Nuovo allenatore viene nominato Federico Giampaolo. La squadra granata torna a giocare al "Comunale" di Saint-Christophe. L'allenatore abruzzese viene esonerato il 30 settembre dopo sei sconfitte consecutive e sostituito il 14 ottobre con l'esperto Giampiero Erbetta. La tribolata stagione dei granata continua con l'inaspettato esonero di Erbetta il 21 febbraio e il ritorno di Giampaolo, che però viene nuovamente esonerato il 23 marzo, dopo due sconfitte e una vittoria. Sulla panchina del Vallée d'Aoste torna così a sedersi Erbetta.
Il ritorno di Erbetta non riesce a portare una svolta significativa nei risultati e il Vallée d'Aoste colleziona una serie consecutiva di sconfitte. Per una beffarda ed ironica coincidenza è proprio l'ex allenatore Zichella a condannare alla retrocessione la squadra di Saint-Christophe. Il 20 aprile il Chieri Calcio batte 3-2 al Comunale i granata, che così sono aritmeticamente costretti a salutare il campionato interregionale.
Nella stagione 2015-2016 nel campionato di Eccellenza Piemonte-Valle d'Aosta girone A le cose non vanno meglio con una partenza molto negativa dei granata, che giocano di nuovo al Puchoz di Aosta. Con il cambio di allenatore, Mauro Cusano al posto del dimissionario Rizzo, le cose cominciano a girare meglio e la squadra lascia lo zero in classifica e l'ultimo posto. Nel mese di gennaio 2016, alla ripresa del campionato dopo la sosta invernale, sono trapelate notizie di cessione della società ad un gruppo di soci provenienti al di fuori della Valle d'Aosta.
Alla fine della stagione 2015-2016 la squadra ha concluso il campionato in zona play-out ma ha vinto con il Santhià la partita spareggio e si è salvata. La nuova presidenza e lo staff dirigenziale, non avendo trovato riscontri positivi dalle istituzioni (Comune, Regione), hanno deciso di non iscriversi al campionato di Eccellenza per la stagione 2016-2017.
Dopo sette anni di inattività, nel 2023 la prima squadra viene rifondata con una nuova denominazione, École de Football Saint-Christophe, società già attiva nel settore giovanile. Per la stagione 2023-2024 riparte dalla Terza Categoria inserendosi nel girone Biella e, riuscendo a vincerlo, ottiene la promozione diretta in Seconda Categoria per la stagione successiva.

## Colori e simboli

### Colori
I colori della squadra sono fin dalla sua fondazione il granata e il bianco.

### Simboli ufficiali

#### Stemma
Sullo stemma della squadra è stato presente fino al 2013 San Cristoforo, patrono di Saint-Christophe. Nel 2013 lo stemma è stato modificato ed è stato inserito il disegno stilizzato di un leone, simbolo della Valle d'Aosta.

## Strutture

### Stadio
Dalla fondazione fino al 2012 il Saint-Christophe ha disputato le partite di casa allo stadio comunale di Saint-Christophe, in località Les Condémines. Con la promozione tra i professionisti, a causa dell'inadeguatezza del proprio impianto, ha disputato le partite interne allo stadio Franco Cerutti di San Giusto Canavese. Conseguentemente al ritorno tra i dilettanti il club valdostano a trasferito la sede delle proprie partite allo stadio Mario Puchoz di Aosta. Per la stagione 2014-2015 cambia ancora stadio e ritorna al Comunale, mentre nella stagione 2015-2016 le partite vengono nuovamente disputate al Puchoz.

### Centro di allenamento
L'EDF Saint-Christophe si allena allo stadio comunale di Saint-Christophe, in località Les Condémines.

## Società

### Sponsor
| Cronologia degli sponsor tecnici - ?-2012 Erreà - 2012-2016 Legea - 2023- Zeus | Cronologia degli sponsor ufficiali - ?-2011 Conad - 2011-2016 FilNas s.r.l., Sanità facile - 2023- Frama Serramenti |

## Allenatori e presidenti
| Allenatori - 1971-2007 ... - 2007-2008 Danieli Mercanti - 2008-2009 Mercanti Barbieri - 2009-2011 Claudio Fermanelli - 2011-2012 Giovanni Zichella - 2012-2013 Giovanni Zichella Benito Carbone - 2013-2014 Alexandro Dossena - 2014-2015 Federico Giampaolo Giampiero Erbetta Federico Giampaolo Giampiero Erbetta - 2015-2016 Alberto Rizzo Mauro Cusano - 2023- Matteo Bravi | Presidenti - 1971-? ... - ?-2012 Corrado Ferriani - 2012-2014 Filippo Filippella - 2014-2016 Corrado Musso |

## Palmarès

### Competizioni interregionali
- Serie D: 1

2011-2012 (girone A)

### Competizioni regionali
- Eccellenza: 1

2009-2010 (girone A)
- Promozione: 1

2007-2008 (girone B)
- Terza Categoria: 1

2023-2024 (girone Biella)

## Statistiche e record

### Partecipazione ai campionati

#### Campionati nazionali
| Livello | Categoria                  | Partecipazioni | Debutto   | Ultima stagione | Totale |
| ------- | -------------------------- | -------------- | --------- | --------------- | ------ |
| 4º      | Lega Pro Seconda Divisione | 1              | 2012-2013 | 2012-2013       | 2      |
| 4º      | Serie D                    | 1              | 2014-2015 | 2014-2015       | 2      |
| 5º      | Serie D                    | 3              | 2010-2011 | 2013-2014       | 3      |

### Partecipazioni alle coppe
| Competizione          | Partecipazioni | Debutto   | Ultima stagione | Totale |
| --------------------- | -------------- | --------- | --------------- | ------ |
| Coppa Italia          | 1              | 2011-2012 | 2011-2012       | 1      |
| Coppa Italia Lega Pro | 1              | 2012-2013 | 2012-2013       | 1      |
| Coppa Italia Serie D  | 4              | 2010-2011 | 2014-2015       | 2      |
| Poule Scudetto        | 1              | 2011-2012 | 2011-2012       | 1      |